# Rivière Obamsca
La rivière Obamsca est une rivière québécoise, affluent de la rivière Missisicabi laquelle va se déverser sur la rive sud ontarienne de la baie James. La rivière Obamsca coule vers le nord-ouest dans la municipalité de Eeyou Istchee Baie-James, dans la région administrative du Nord-du-Québec, au Québec, au Canada.

## Géographie
Les bassins versants voisins de la rivière Obamsca sont :
- côté est : rivière Kitchigama, rivière Nottaway ;
- côté ouest : rivière Missisicabi, rivière Missisicabi Est, rivière Kamaschistin.

Le lac Obamsca (longueur : 6,0 km ; largeur : 3,9 km) constitue le lac de tête de la rivière Obamsca. Ce lac est situé à 5,9 km à l'est du lac Lucie, 5,1 km à l'est du lac Roger, à 19,5 km au nord-est de la réserve de biodiversité projetée des Collines de Muskuchii. Situé en milieu forestier, le lac Obamisca est approvisionné en eau du côté sud par la décharge du lac Kaamiskutu. L'embouchure du lac est situé du côté nord. Les alentours du lac sont des zones de marais.
La rivière Obamsca coule généralement nord-ouest, surtout en zones de marais, sur une distance de 95 km en une succession de rapides jusqu'à son confluent. Elle coule presque en parallèle avec la rivière Missisicabi Est ; l'embouchure des deux rivières est distante de 5,9 km (en ligne directe) ou 7,2 km en suivant la rivière Missisicabi.
La partie centrale du cours de la rivière Obamsca traverse la Réserve de biodiversité projetée de la Plaine de la Missisicabi. Dans son cours inférieur, la rivière passe à 4,8 km au sud-ouest du sommet de la colline Muschipuku et à 3,7 km au nord-est du sommet de la colline Muschipakuchi.

## Toponymie
En 1947, la graphie « Obamska » avait été retenue par la Commission de géographie du Québec pour désigner le lac et le cours d'eau. En 1968, la graphie "Obamsca" a été approuvée pour ces deux entités toponymiques.
Obamska serait une déformation du mot cri "upamiskau" signifiant « il y a des passes, des rétrécissements ».
Le toponyme Rivière Obamsca a été officialisé le 5 décembre 1968 à la Banque des noms de lieux de la Commission de toponymie du Québec.